# Saint Paul Charlestown
Saint Paul Charlestown é uma paróquia de São Cristóvão e Neves localizada na ilha de Neves. Sua capital é a cidade de Charlestown.